# بطولة الأمم الرئيسية 1907
بطولة الأمم الرئيسية 1907 (بالإنجليزية: 1907 Home Nations Championship)‏ هو الموسم 25 من  بطولة الأمم الرئيسية. كان عدد الأندية المشاركة فيه  4، وفاز فيه منتخب اسكتلندا الوطني لاتحاد الرغبي.